# Château de Lincoln
Le château de Lincoln est un imposant château-fort dominant la ville de Lincoln dans le Lincolnshire en Angleterre.

## Histoire

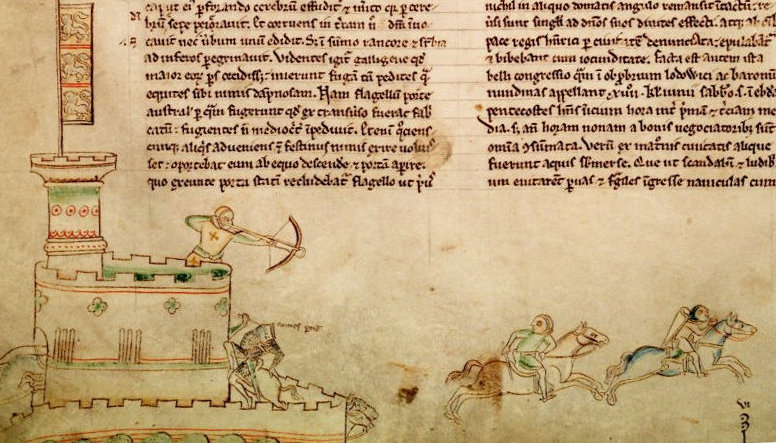
Parchemin montrant le château de Lincoln durant la seconde bataille de Lincoln, en 1217.

Le château actuel fut édifié lors de la conquête de l'Angleterre par Guillaume le Conquérant en 1068. Il fut construit à l'emplacement d'un ancien fort romain. Le château repose sur deux mottes castrales. Le château servit comme fief seigneurial, comme tribunal et comme prison.
Après la victoire de Guillaume le Conquérant lors de la bataille de Hastings, le 14 octobre 1066, il a continué à faire face à la résistance d'Anglo-Saxons dans le nord de l'Angleterre. Durant un certain nombre d'années, la position de Guillaume demeurait très précaire. Afin d'asseoir son influence vers le nord, il fit construire un certain nombre de grands châteaux dans le Nord et les Midlands de l'Angleterre, notamment ceux de Warwick, Nottingham et York. Après avoir pris le contrôle de York, Guillaume le Conquérant se tourna vers le sud et arriva devant la ville romaine et Viking de Lincoln, devenu un carrefour commercial avec une population d'environ 6 000 à 8 000 habitants. Les restes de l'ancienne forteresse romaine fortifiée, s'élevait à 60 mètres au-dessus de la cité et de la campagne environnante La ville détenait une position stratégique idéale pour construire un nouveau château.
Le château fut le fief de la famille de la Noblesse d'Angleterre, avec les barons anglo-normands, Richard de Canville et de son fils Gérard de Canville.
L'histoire du château de Lincoln fut mouvementée durant la Première Guerre des barons avec la première bataille de Lincoln en 1141 puis la seconde bataille de Lincoln en 1217.

## Géographie

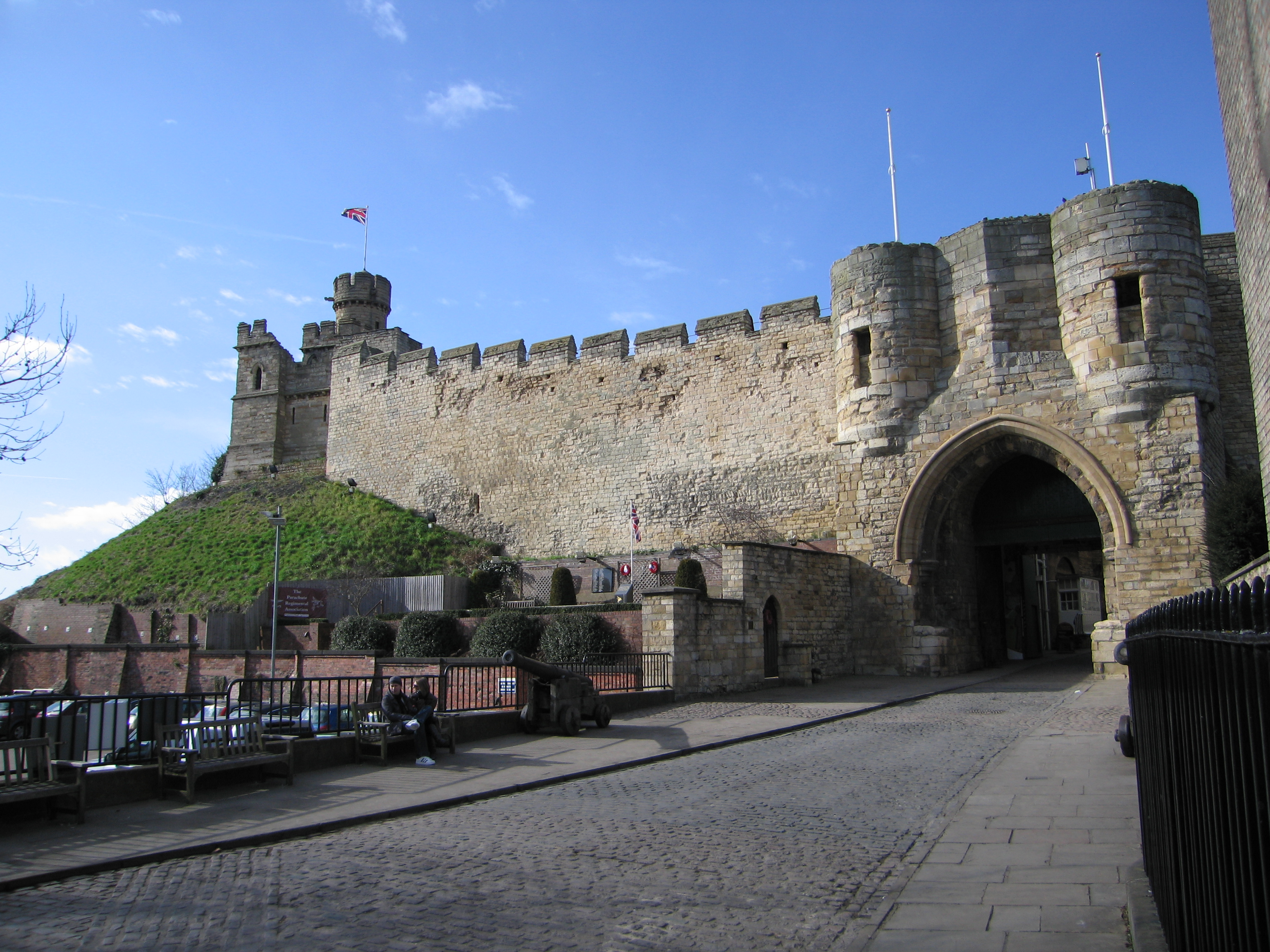
Porte orientale, avec la tour d'observation, à gauche.

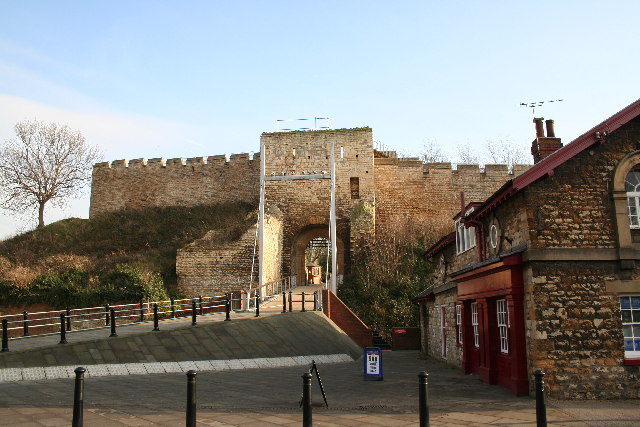
Porte occidentale.

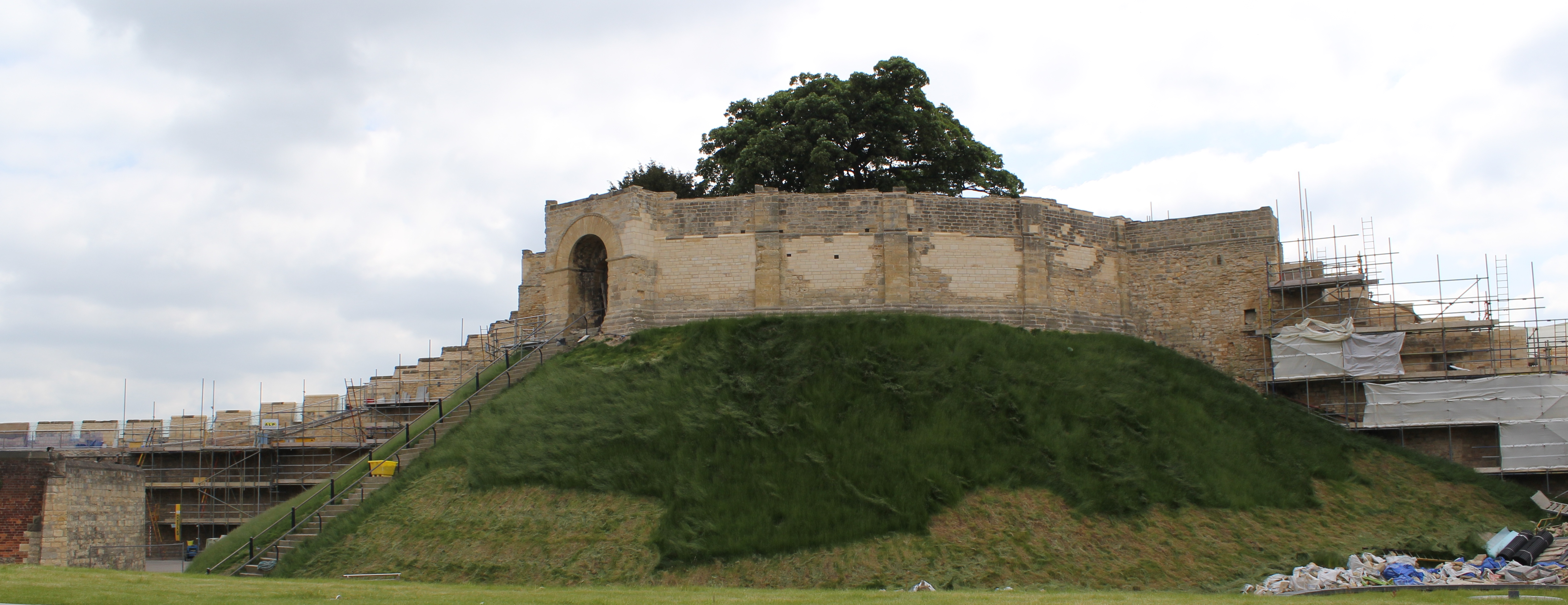
Le donjon dénommé tour Lucy.

Lincoln a également été un élément vital comme carrefour stratégique de plusieurs routes commerciales depuis l'époque romaine, l'Ermine Street qui relie Londres à York et la Fosse Way qui relie Exeter à Lincoln.
Plusieurs cours d'eau coulent autour du château de Lincoln, notamment les rivières Trent, l'Ouse du Yorkshire et la Witham.

## Architecture
Le château de Lincoln est délimité par une courtine en pierre, avec des fossés de tous côtés, sauf au sud. Dès le début, les murs extérieurs, qui datent d'avant 1115, ont été construits en pierre.
Du côté sud, les murs sont interrompus par deux monticules de terre appelés mottes. L'un, dans l'angle sud-est, était probablement un élément original du château de Guillaume le Conquérant. Une tour d'observation se dresse à son sommet, au-dessus des murs extérieurs, afin de dominer la ville. L'autre monticule, au sud-ouest est couronné par la « tour Lucy »,  probablement construite au XIIe siècle, nommée d'après Lucy de Bolingbroke, comtesse de Chester jusqu'en 1138.